# Frederick Douglass
Frederick Douglass (Cordova, Maryland, 14 de febrero de 1818 - Washington, 20 de febrero de 1895) fue un reformador social estadounidense, abolicionista, orador, escritor y estadista afroamericano.
Después de escapar de la esclavitud en Maryland, se convirtió en un líder nacional del movimiento abolicionista en Massachusetts y Nueva York, ganando prestigio por su oratoria y escritos críticos en contra de la esclavitud en los Estados Unidos y otras injusticias o desigualdades sociales en el país. En su época, los abolicionistas lo describieron como un ejemplo de claridad en los argumentos contra los propietarios de esclavos, indicando que a los esclavos les era negada la capacidad intelectual para funcionar como ciudadanos estadounidenses independientes. En aquella época, a los norteños les resultaba difícil creer que un gran orador hubiera sido esclavo. En 1845, Douglas publicó su autobiografía que llevó el nombre de Narrative of the Life of Frederick Douglass, an American Slave (Narrativa de la vida de Frederick Douglass, un esclavo americano) la cual fue muy reconocida por mostrar de manera realista lo que fue ser un esclavo en Norteamérica. Era muy extraño que un esclavo supiera leer y mucho menos escribir por lo que su autobiografía fue de gran importancia para darle voz a los esclavos y de esta manera dar a conocer como es la vida en esclavitud para así acabar con esta.

## Trayectoria

### Primeros años
Frederick Augustus Washington Bailey, el más tarde conocido como Frederick Douglass, nació esclavo en el condado de Talbot, Maryland, cerca de Hillsboro. Cuando todavía era un niño fue separado de su madre, Harriet Bailey, la cual murió cuando él contaba con unos siete años. La identidad de su padre es incierta; el escritor sostuvo que su padre era un hombre blanco, en primer lugar quizá su amo (el capitán Aaron Anthony), pero luego afirmó que no tenía ni idea de quién hubiera podido ser.
Cuando Anthony murió, Douglass fue entregado a la señora Lucretia, esposa del capitán Thomas Auld; luego, cuando tenía ya unos doce años, pasó al servicio del hermano de este, Hugh Auld, que vivía en Baltimore, por lo que se trasladó allí. En 1830 la mujer de su nuevo amo, Sophia, quebrantó la ley al enseñar a Douglass los rudimentos del alfabeto, pero cuando Hugh, el marido de Sophia se enteró e impidió que las clases continuaran. Desde entonces, tal como escribió en su Relato de la vida de Frederick Douglass, un esclavo estadounidense (publicada en 1845), el autor se esforzó en aprender a leer pagando a unos chicos blancos de su vecindario las clases con porciones de pan y observando cuantos escritos cayeron en sus manos; en su primer discurso abolicionista Douglass aludirá a estas lecciones impartidas por su ama Sophia Auld. Para Douglass este hecho fue uno de los principales acontecimientos de su vida: si no hubiera aprendido a leer, nunca habría tenido la esperanza de emanciparse. 
La lectura de periódicos y de libros de política hizo a Douglass estructurar su oposición a la institución de la esclavitud. Especialmente relevante para su concepción de la libertad y los derechos humanos fue el libro Columbian Orator u "Orador colombino", una colección de discursos utilizada para la enseñanza de la retórica que contiene un diálogo entre un maestro y su esclavo en que metódicamente se desmantelan todos los argumentos a favor de la esclavitud. El libro también incluía un discurso de Richard Brinsley Sheridan dedicado a la emancipación católica que fue la causa de su conversión religiosa
En 1833 Thomas Auld recuperó a su antiguo esclavo tras una discusión con su hermano e, insatisfecho con su comportamiento, lo alquiló a Edward Covey, un pobre granjero con reputación de "rompedor de esclavos". Su nuevo amo lo azotó regularmente y, a los 16 años, casi hundido psicológicamente, logró en un enfrentamiento con Covey que este dejara de castigarlo violentamente.
Arrendado de nuevo a William Freeland, Douglass enseñó a leer a los esclavos de su nuevo amo el Nuevo Testamento. Cuarenta personas asistieron a esas clases semanales. Pero, si bien Freeland toleraba estas actividades, los otros propietarios de esclavos se sorprendieron y quejaron, interviniendo por la fuerza a fin de poner fin a esta escuela dominical. En 1836 trató de escapar por primera vez de la plantación de William Freeland, pero fue capturado y pasó una semana en la cárcel. Regresó a Baltimore, donde trabajó como calafate y carpintero de ribera en sus astilleros.

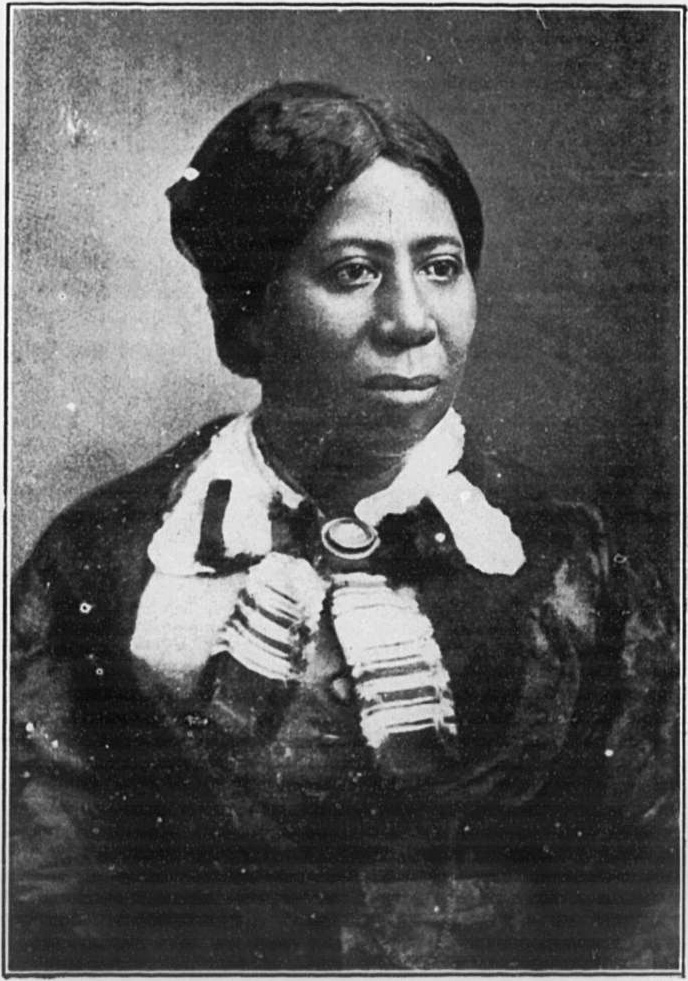
Anna Murray Douglass, esposa de Douglass durante 44 años

En 1837 Douglass conoció a Anna Murray, la cual vendió un cuadro para sufragar la documentación necesaria para que Douglass pudiera hacerse pasar por marino y poder escapar de los Auld. El 3 de septiembre de 1838 tomó un tren rumbo a Havre de Grace, Maryland, vestido de marinero y con la identidad prestada por un negro liberto de ultramar. Tras cruzar el río Susquehanna desde Havre de Grace en una pequeña balsa, Douglass continuó por ferrocarril hasta Wilmington, Delaware. Una vez allí, se subió a un vapor que se dirigía a "Quaker City", Filadelfia, Pensilvania, para terminar al fin su camino en Nueva York en poco menos de veinticuatro horas de trayecto. Anna lo siguió y se casaron el 15 de septiembre de 1838. Tuvieron cinco hijos durante los 10 primeros años de matrimonio, dos de los cuales, Charles y Rossetta, le ayudaron con la publicación de su diario; además, fue ordenado pastor de la Iglesia Episcopal Metodista Africana.

### Actividades abolicionistas
Douglass continuó su formación autodidacta leyendo cuanto pudo. Se unió a varias organizaciones antiesclavistas, incluida una iglesia para negros, en New Bedford (Massachusetts), y asistió regularmente a reuniones abolicionistas. Se suscribió al diario semanal The Liberator de William Lloyd Garrison a quien en 1841 escuchó hablar en el encuentro anual de la Sociedad Antiesclavista de Bristol. Años después declarará sobre este discurso:
Nada ni nadie me produjo un sentimiento tal de odio a la esclavitud como lo hizo William Lloyd Garrison.
El sentimiento fue mutuo, pues Garrison mencionó a Douglass en su periódico y unos días después Douglass pronunció su primer discurso público en el puerto ballenero de Nantucket, durante la convención anual de la Sociedad Antiesclavista de Massachusetts, a los 23 años de edad. Sus piernas le temblaban, pero se sobrepuso e hizo un discurso memorable sobre su vida como esclavo.
En 1843 Douglass participó en el "Proyecto Cien" de la Sociedad Antiesclavista Estadounidense, una gira de seis meses por los estados del este y el medio oeste de Estados Unidos. Tomó parte en la Convención de Seneca Falls, lugar donde nació el movimiento feminista estadounidense, y fue uno de los firmantes de su Declaración de sentimientos. Más adelante intervino en una serie de periódicos: North Star, Frederick Douglass Weekly, Frederick Douglass's Paper, Douglass' Monthly y la New National Era. El lema de The North Star, periódico que editó entre 1847 y 1851, era Right is of no sex, Truth is of no color, God is the Father of us all, and we are all Brethren: "El derecho no tiene sexo, la verdad no tiene color, Dios es el Padre de todos nosotros, y somos todos hermanos".
El trabajo de Douglass se desarrolló inmediatamente antes de la Guerra de Secesión y prosiguió durante la misma. Conoció a un abolicionista radical, el capitán John Brown, pero no aprobó su plan de desencadenar una revuelta armada de esclavos. Pese a ello, Brown visitó a Douglass en su casa unos días antes del ataque al arsenal de Harper's Ferry en octubre de 1859. El ataque, cuyo propósito era provocar una rebelión de esclavos en Virginia, fue reprimido y sofocado por el general Robert E. Lee y el teniente J. E. B. Stuart al mando de las milicias de Maryland y Virginia y la infantería de marina de Fort Monroe. Brown y los suyos fueron cercados en el arsenal con varios rehenes blancos de las familias esclavistas de la zona. Brown rechazó la propuesta de rendición de Lee del 18 de octubre y exigió como condición para liberar a los rehenes paso franco afuera de la ciudad. Lee envió a la infantería de marina y poco después habían caído dos marines y cuatro partidarios de Brown estaban muertos. Brown, gravemente herido, fue capturado. Lee interrogó a los rebeldes y los entregó a las autoridades el 19 de octubre. A principios de diciembre Brown fue ahorcado. Muchos en los estados del Norte lo aclamaron como un mártir, otros lo denostaron como un loco. En el Sur los blancos esclavistas se convencieron de que el Norte no estaba dispuesto a mantener la esclavitud dentro de la confederación de estados que era entonces Estados Unidos de América. Douglass instó a los simpatizantes sureños del partido Demócrata a permanecer en la Unión, pero estos nombraron a su propio candidato presidencial y amenazaron con la secesión si los Republicanos resultaban victoriosos. La mayoría en los estados sureños y fronterizos votó contra Abraham Lincoln, pero el Norte lo apoyó y ganó las elecciones. La separación de Texas en 1861 era inminente; cualquier incidente que desequilibrara la balanza entre estados esclavistas y abolicionistas podía provocar la guerra civil. Tras el incidente de Brown, Douglass creyó oportuno refugiarse durante algún tiempo en Canadá previendo ser arrestado por su presunta complicidad en el asalto al arsenal y porque creía que el ataque de Harper a la propiedad federal indispondría al público estadounidense contra él.
Douglass se reunió con el presidente Abraham Lincoln en 1863 para establecer qué trato se daría a los soldados unionistas negros en la Guerra de Secesión, así como con Andrew Johnson por la cuestión de su derecho al voto; los abolicionistas blancos Lloyd y Wendell Phillips lo acompañaron en estas gestiones. Sin embargo, al comenzar la segunda mitad del siglo XIX Douglass marcó distancias respecto a los garrisonianos sobre el tema de la Constitución de los Estados Unidos.

### Viajes a Europa
Douglass viajó a las islas británicas y dio varias conferencias, principalmente en iglesias protestantes, permaneciendo allí dos años, durante los cuales declaró haber sido tratado "no como un negro, sino como un hombre". También conoció y se amistó con el nacionalista irlandés Daniel O'Connell. Cuando llegó a Escocia, los miembros de la Iglesia Libre de ese país, que habían sufrido sus críticas por aceptar dinero de los traficantes estadounidenses de esclavos, se alzaron en su contra con pancartas cuyo mensaje era "Expulsen al negro". Su apoyo a la emancipación católica de Irlanda le valió el sobrenombre de "The Black O'Connell", pero fue generalmente respetado por su defensa de cualquier forma de representatividad igualitaria y democrática; no sólo la igualdad en el terreno de las creencias religiosas y las razas, sino también en materia de los derechos de la mujer y, en Irlanda, de la emancipación católica.
A comienzos de 1847 regresa a América a continuar con su labor como abolicionista, pero volvería a Europa en reiteradas ocasiones, siempre por razones políticas.

### La era de la reconstrucción
Concluida la Guerra de Secesión en 1865, Douglass desempeñó una serie de cargos políticos; fue presidente del Freedman's Savings Bank, como marshall del Distrito de Columbia.
En 1868 apoyó la campaña presidencial de Ulysses S. Grant y, una vez elegido este, apoyó su promulgación del Klan Act y el Enforcement Act, que el presidente utilizó con vigor suspendiendo el habeas corpus en Carolina del Sur y enviando tropas a aquel lugar y a otros estados para impedir los desafueros de los racistas del sur. Bajo el liderazgo presidencial cerca de 5.000 arrestos fueron efectuados y el Ku Klux Klan arrostró uno de los golpes más duros a su organización. Este vigor de Grant en desbaratar la organización racista le hizo sin embargo perder popularidad entre muchos blancos, si bien Frederick Douglass se lo agradeció y uno de los correligionarios de Douglass escribió de Grant que los afroamericanos "siempre abrigarán un merecido recuerdo de su nombre, fama y grandes servicios" a la causa de la igualdad.
En 1872 trasladó su residencia a Washington, después de que un incendio intencional destruyera su casa en la South Avenue de Rochester (Nueva York). Douglass se convirtió en 1872 en el primer afrodescendiente candidato para ejercer la vicepresidencia de los Estados Unidos, en este caso como compañero de Victoria Woodhull en el Partido de Derechos Iguales, aunque sin su conocimiento; Douglass no quiso tener papel alguno en la campaña ni agradeció esta postulación; se dedicaba por entonces, durante la época de la reconstrucción, a pronunciar conferencias en muchas escuelas de todo el país, por ejemplo, en el Bates College de Lewiston (Maine), en 1873.
Fue nombrado plenipotenciario y cónsul general ante la República de Haití (1889-1891) y chargé d'affaires o encargado de negocios de los Estados Unidos en Santo Domingo. Como embajador y cónsul en Haití desde 1889 estableció excelentes relaciones con ese país hasta que el presidente de Estados Unidos Benjamin Harrison quiso imponer a Haití la construcción de una base naval norteamericana en la Môle de San Nicolás y envió una flota naval con más de 100 cañones y 2.000 tripulantes comandada por el contralmirante Bancroft Gherardi. El lugar escogido era la Môle San Nicolás, una posición elevada, que consiste en una península de piedra caliza de cerca de 5,5 km de largo, en el extremo noreste de Haití. En el siglo XIX era considerado un puerto inexpugnable. Estados Unidos contaba con las buenas relaciones que mantenía con el gobierno de Hyppolite, que sin embargo se negó. Tras dos años de carrera diplomática, Frederick Douglass pidió disculpas al Gobierno haitiano y renunció a su cargo de embajador. Luego defendió públicamente en su país el punto de vista haitiano. En 1892, el Gobierno haitiano nombró a Douglass comisionado para la Exposición Colombina Mundial de Chicago. Allí habló para la Casa de Gobierno de Irlanda y apoyó los esfuerzos del independentista irlandés Charles Stewart Parnell.

### Últimos años
Hacia 1877 Frederick Douglass compró su último hogar en Washington a orillas del río Anacostia, que bautizó como Cedar Hill (o Cedarhill), casa que amplió de 14 a 21 habitaciones y cuyas tierras aledañas también extendió un año después comprando 15 acres más de tierra (sesenta y un mil metros cuadrados); su casa es actualmente sede del Museo Histórico Nacional de Frederick Douglass, y conserva entre otros objetos un curioso armario de porcelana.
La reconstrucción tras la guerra desilusionó no solo a víctimas sino también a vencedores; muchos afroamericanos conocidos como exodusters se mudaron a Kansas para fundar ciudades de población exclusivamente negra y Douglass se opuso a este movimiento procurando persuadir a muchos de sus correligionarios y antiguos compañeros de que lo abandonaran, lo que le valió los abucheos y condenas de las audiencias negras desde ese entonces. En 1877 fue nombrado marshall y cuatro años después recaudador de impuestos por el distrito de Columbia.

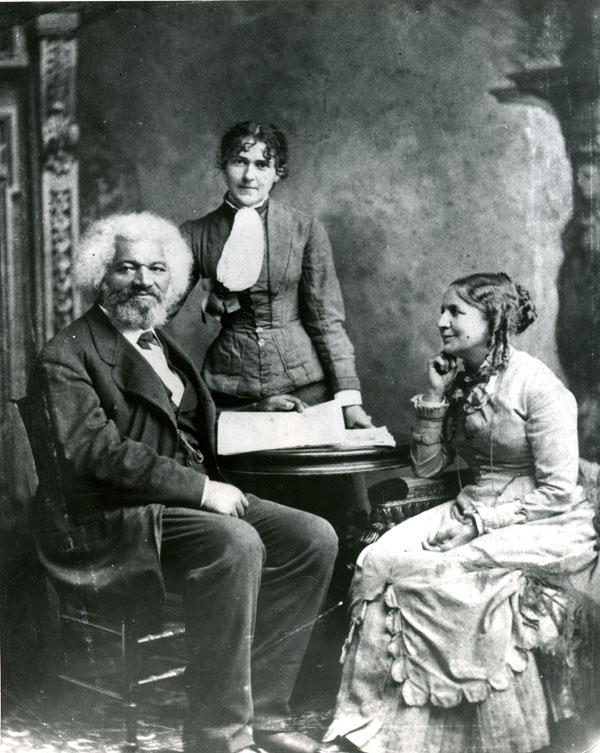
Frederick Douglass con su segunda esposa Helen y su cuñada Eva

Su mujer, Anna Murray Douglas, falleció en 1882 y le dejó sumido en una profunda depresión, de la que le sacó su asociación con Ida B. Wells y su nuevo matrimonio con Helen Pitts en 1884. Su segunda esposa era esta una feminista blanca de Honeoye, Nueva York, hija de Gideon Pitts junior, un amigo y colega abolicionista suyo. Habiéndose graduado de Mount Holyoke College (en aquel entonces, Mount Holyoke Female Seminary), Pitts había trabajado en la publicación feminista radical Alpha mientras vivía en Washington. El matrimonio tuvo que arrostrar una tormenta de controversia a resultas de la entonces insólita unión matrimonial entre una mujer blanca casi veinte años más joven y un negro ya viejo. Ambas familias afrontaron el hecho con hostilidad: la de ella los ignoró y dejó de hablarle y la de él la rechazó al sentir que su matrimonio significaba un repudio a su difunta esposa; sin embargo, la liberal y feminista Elizabeth Cady Stanton felicitó a ambos. La nueva pareja viajó por Irlanda, Inglaterra, Francia, Italia, Egipto y Grecia de 1886 a 1887. El matrimonio no tuvo hijos.
En sus últimos años, Douglass se determinó a fijar de una vez por todas cuál era la fecha de su cumpleaños, algo que entre los esclavos era bastante difícil averiguar. Sus estimaciones dieron en señalar que había nacido en febrero de 1816; los historiadores le dieron la razón en cuanto al mes al descubrir un documento, pero resultó haber nacido dos años más tarde de lo que creía, en 1818.

### Muerte

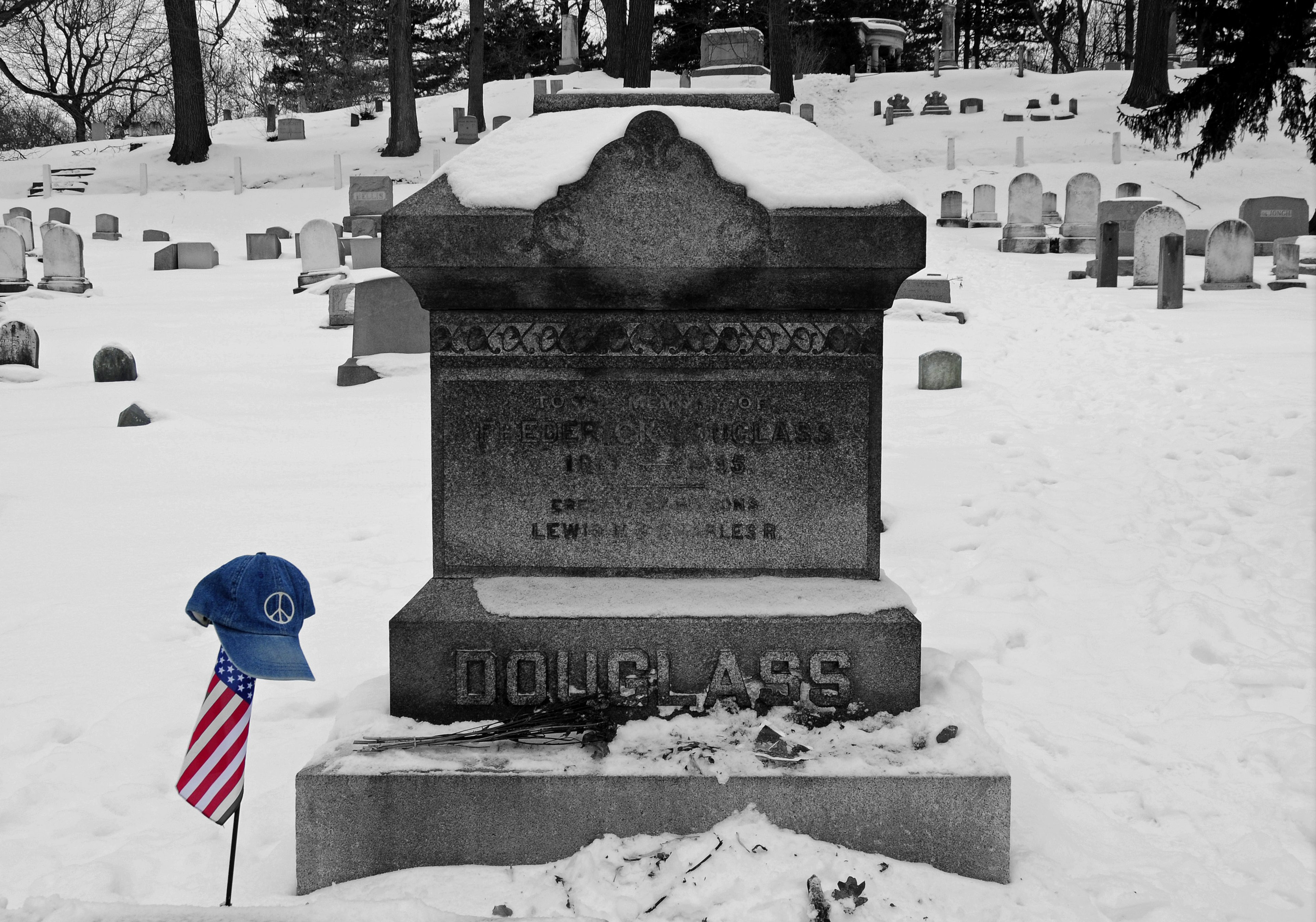
Lápida de Frederick Douglass, ubicada en el Cementerio de Mount Hope, Rochester, Nueva York

El 20 de febrero de 1895 Douglass asistió a una reunión del Consejo Nacional de las Mujeres en Washington, y durante aquel encuentro se llevó una alentadora ovación de la audiencia. Pero poco después de haber llegado a su casa, falleció por un súbito ataque cardíaco o un derrame. Está enterrado en el Mount Hope Cemetery de Rochester.

## Autobiografía

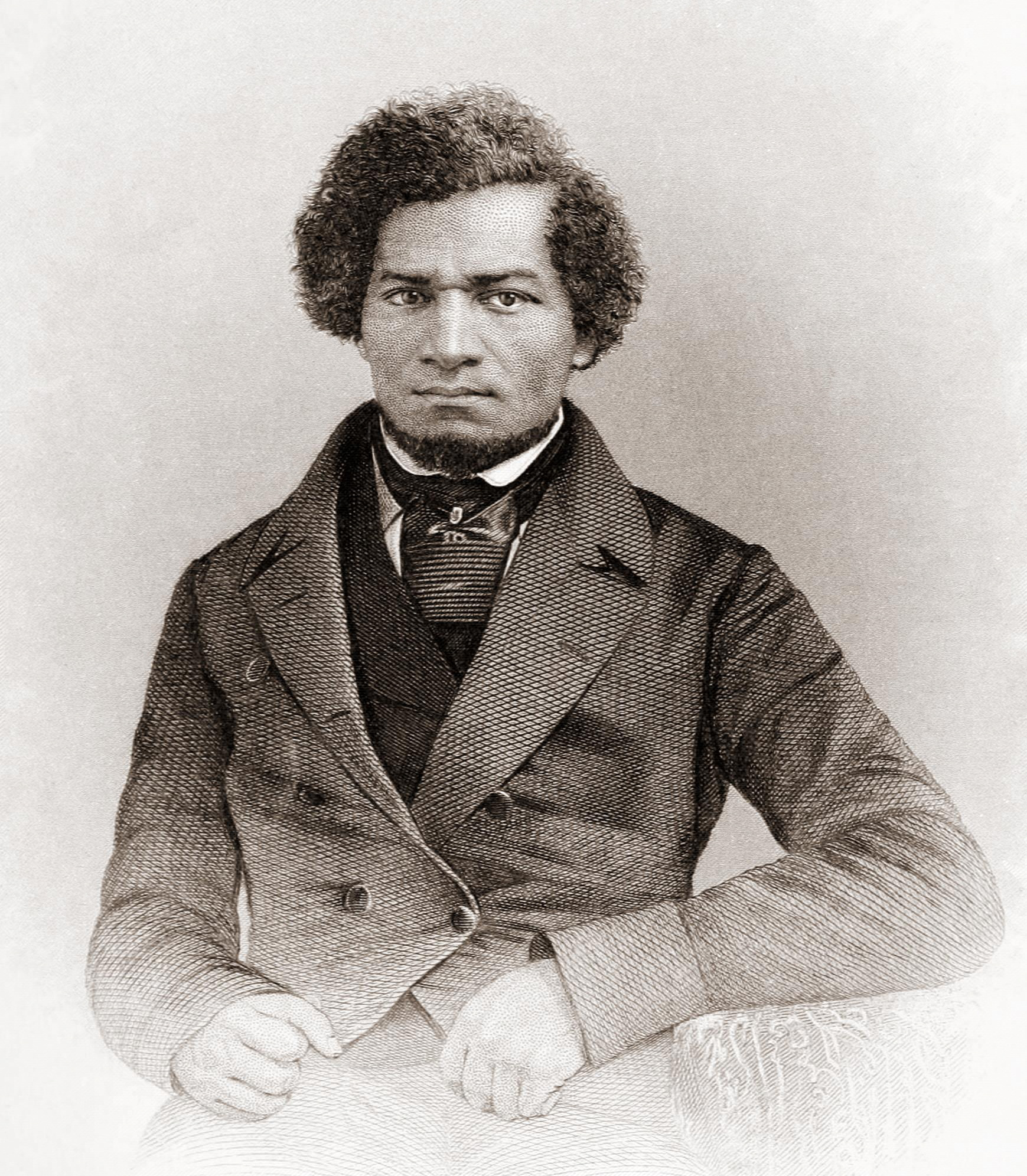
Frederick Douglass en su juventud.

El trabajo literario más famoso de Douglass fue The Narrative of the Life of Frederick Douglass, an American Slave, publicado en 1845; no faltaron quienes creyeron que esta obra era una falsificación, negándose a creer que su cuidado estilo pudiese haber sido elaborado por un negro; el caso es que fue un inmediato éxito nacional e internacional y recibió abrumadoras críticas positivas; a los tres años de su publicación ya había sido reimpreso nueve veces y había 11 000 copias circulando solo en los Estados Unidos. Se tradujo al francés y al holandés. La publicación de este libro era arriesgada, ya que sus amigos y mentores temían la reacción de su antiguo amo y maestro, Hugh Auld, si se enteraba del hecho, así que lo animaron a salir del país y viajar a Irlanda. Se embarcó en el Cambria hacia Liverpool el 16 de agosto de 1845 y llegó a tierra irlandesa precisamente cuando la plaga del escarabajo de la patata había empezado a causar una terrible hambruna en la isla.
Literariamente, la obra de Douglass difiere del prototipo común de las autobiografías de esclavos así como de la autobiografía en general, que en los Estados Unidos tenía su modelo en la obra de Benjamin Franklin. Presenta un panorama turbio y borroso de sus primeros años de infancia, y era consciente de ello, como declara en su primer capítulo:
No dispongo de un conocimiento preciso de mi edad al no haber visto jamás un registro auténtico que la acredite (...) La gran mayoría de los esclavos sabe tanto de su edad como los caballos de la suya, y es el deseo de muchos amos, a mi entender, mantener a sus esclavos en la ignorancia.
Quizá Douglass quiso exponer poco de sí mismo como ser humano porque su mayor interés radicaba en demostrar la realidad del sistema esclavista y los males del mismo, como la privación del derecho legítimo a la educación y a la superación personal; en otras palabras, el autor es consciente de su condición de esclavo y en función de ello modifica el comienzo de la historia para provocar un sentimiento de compasión en el público y buscar una eventual identificación con la infelicidad que atraviesa el ser privado del mismo privilegio. La ruptura del lazo familiar es puesta de manifiesto en su crítica a la sociedad de Maryland, en la cual los niños negros eran separados de sus madres a temprana edad, siendo a menudo puestos bajo el cuidado de una mujer mayor demasiado vieja para el trabajo del campo.

## Pensamiento y estilo
Son motivos recurrentes de Douglass la persecución de los esclavos, el trato a los esclavos como una propiedad o un valor de riqueza, la libertad en la ciudad en contraste con el trabajo forzoso en las plantaciones rurales, la esclavitud como perversión de lo cristiano y otros. Utiliza símbolos como los caminos de arena, los barcos blancos (que simbolizan el sentimiento de libertad), el orador colombino, etc. También utiliza retruécanos.

## Douglass como personaje literario y cinematográfico
Douglass interviene como personaje en ucronías o novelas históricas alternativas, la historia estadounidense que nunca llegó a existir. En How Few Remain (Qué pocos quedan), de Harry Turtledove, los confederados ganan la Guerra de Secesión y crean un estado independiente; Douglass continúa en su campaña contra la esclavitud y en una guerra más lejana que comienza en 1881 es capturado por fuerzas confederadas y evita por poco ser ejecutado. En el desenlace, los confederados se ven forzados a liberarlo y luego emancipan a sus esclavos (aunque sin garantizarles derechos civiles) para ganar la adhesión de Francia e Inglaterra a su causa.
En Fire on the Mountain (Fuego en la montaña), de Terry Bisson, John Brown triunfa en Harper's Ferry e inicia una rebelión de esclavos en el sur. Douglass expresa públicamente sus remordimientos por no haberlo apoyado desde el primer momento y, tras evitar un homicidio provocado por los cabecillas, fija su rumbo hacia el sur y se une a la revolución. Al final de la obra, Douglass y Harriet Tubman se convierten en el padre y madre fundadores de un estado negro independiente de ubicación meridional.
Fuera ya del terreno de la ucronía, Douglass es el protagonista del capítulo "Hombre libre" de la novela Transatlántico (2013) del escritor irlandés Colum McCann, en el que se narra, a lo largo de setenta páginas, su estancia en Irlanda entre 1845 y 1846. Ese mismo viaje a las islas británicas es el asunto de la novela Riversmeet de Richard Bradbury (2007).
El personaje de Frederick Douglass hace una breve aparición en la película Tiempos de gloria (1989), participando en una tertulia durante la cual se anuncia la creación de un regimiento compuesto por soldados de raza negra. Asimismo, aparece brevemente en la serie de televisión Norte y Sur, interpretado por Robert Guillaume.
En el último capítulo de la serie El alienista (segunda temporada El ángel de la oscuridad) Cyrus Montrose le regala al Dr. Kreizler la obra Narrative of the Life of Frederick Douglass, an American Slave.

## Obras de Douglass
- A Narrative of the Life of Frederick Douglass, an American Slave (1845)--Vida de un esclavo americano contada por él mismo (Capitán Swing libros 2009)
- The Heroic Slave. Autographs for Freedom. Ed. Julia Griffiths Boston: Jewett and Company, 1853. 174-239. --"El Esclavo Heroico. Autógrafos para la Libertad"
- My Bondage and My Freedom (1855)--Mi esclavitud y mi libertad
- Life and Times of Frederick Douglass (1892)--Vida y tiempos, de Frederick Douglass